# Чернэуцяну, Овидиу
Ови Мартин (рум. Ovi Martin, настоящее имя Овидиу Чернэуцяну, рум. Ovidiu Cernăuţeanu [o’vi.dju t͡ʃer.nə.u.t͡se̯a.nu], 23 августа 1974, Ботошани) — румынский певец. В дуэте с Паулой Селинг представлял Румынию на песенном конкурсе Евровидение 2010 в Осло с песней «Playing with Fire» (третье место в финале) и на Евровидении 2014 с песней «Miracle» (12-е место в финале).

## Евровидение 2010
После фестиваля Golden Stag Festival Ови Мартин предложил Пауле сотрудничество. В ноябре Паула и Ови вместе принимают участие в Selecția Națională, румынском отборе на Евровидение. Они записали оригинальную версию песни, написанной Ови, и зарегистрировались в предварительном отборе. Они были выбраны участниками отбора 27 января 2010 года, а 6 марта выиграли отбор и получили право представлять Румынию на Евровидении-2010.
Во втором полуфинале Паула и Ови получили десятый номер выступления, после участницы от Нидерландов и перед участниками от Словении. По результатам голосования они набрали 104 балла и прошли в финал, заняв в полуфинале четвёртое место.
В финале Паула и Ови выступали девятнадцатыми, после участника от Франции и перед участниками от России. По результатам голосования они набрали 162 балла (в том числе им была выставлена одна высшая оценка — 12 баллов) и заняли третье место.

## Евровидение 2014
1 марта 2014 года был совместно с Паулой Селинг выбран представлять Румынию на конкурсе песни «Евровидение 2014», с песней «Miracle».
8 мая дуэт выступил во втором полуфинале под номером 15, после участника из Словении, который прошёл в Копенгагене, Дания, прошёл в финал, заняв 2-е место, набрав 125 очков, уступив лишь исполнителю из Австрии Кончите Вурст.
10 мая в финале дуэт выступил под номером 6, после участника из Норвегии и перед участником из Армении. Группа заняла только 12 место, набрав 72 очка.